# Свети Наум (Сетома)
Вижте пояснителната страница за други значения на Свети Наум.
„Свети Наум“ (на гръцки: Οσίου Ναούμ) е православна църква в костурското село Сетома (Кефалари), Егейска Македония, Гърция. Храмът е част от Костурската епархия.
Църквата е гробищен и енорийски храм, разположен североизточно от селото. Изградена е около 1834 година или в края на ΧΙΧ век. Според местни предания тя била посветена на Свети Наум по инициатива на седем семейства от Струга, които се заселили по това време в Сетома. В архитектурно отношение е типичната за епохата трикорабна базилика.